# Pero qué necesidad
«Pero qué necesidad» es una canción escrita e interpretada por el cantautor mexicano Juan Gabriel para su álbum de estudio número 21, Gracias por esperar (1994). Su producción estuvo a cargo de Gustavo Farias. La canción es una canción latina y pop sobre amar a personas de todo el mundo. Fue lanzado como sencillo principal del álbum el 3 de junio de 1994 por Bertelsmann Music Group (BMG) siendo el primer sencillo en estudio lanzado por el cantante en 6 años, debido a conflictos con su discográfica. Tras su lanzamiento, los críticos musicales estaban divididos: algunos elogiaron la melodía mientras que otros no quedaron impresionados. Las críticas retrospectivas de la canción han sido más favorables y los críticos la incluyen entre sus mejores canciones.
Juan Gabriel ha regrabado la canción dos veces, la primera para su álbum recopilatorio, Por Los Siglos (2001), y a dúo con el también cantante mexicano Emmanuel en su álbum de estudio número 28, Los Dúo (2015). El vídeo musical que lo acompaña presenta al artista con niños y varias personas de diferentes razas. "Pero Qué Necesidad" ganó el Premio Lo Nuestro a la Canción Pop del Año en 1995 y en la misma categoría en los Premios Latinos de la Sociedad Estadounidense de Compositores, Autores y Editores (ASCAP) de 1995. Comercialmente alcanzó el número uno en el Billboard Hot Latin Songs en Estados Unidos. La canción fue versionada por el cantante puertorriqueño Manny Manuel, cuya versión alcanzó el puesto número cuatro en la lista Billboard Tropical Airplay en Estados Unidos.

## Antecedentes y composición
En 1986, Juan Gabriel lanzó su vigésimo álbum de estudio, Pensamientos, y fue sucedido por su álbum recopilatorio, Debo Hacerlo (1988). Tras el lanzamiento de ambos álbumes, el artista pasó por una pausa tras disputas legales con su sello discográfico Bertelsmann Music Group (BMG). La disputa involucró a Gabriel exigiendo que los derechos de más de 439 canciones que publicó bajo el sello fueran cedidos al artista. Juan Gabriel no grabaría ningún material nuevo durante casi ocho años hasta que BMG cedió a sus demandas.
El 21 de octubre de 1993, Ramiro Burr informó para el Austin American-Statesman que Juan Gabriel había terminado de ultimar su próximo álbum de estudio, pero que no se editaría hasta que terminara la disputa entre el artista y BMG. Ambas partes llegaron a un acuerdo el 27 de mayo de 1994 y Gabriel renovó su contrato con el sello. Más detalles sobre el disco no fueron revelados hasta una semana después cuando el artista confirmó tanto el nombre del álbum (Gracias por Esperar) como su fecha de lanzamiento. La grabación tuvo lugar en el Soundabout Studio en Los Ángeles, California.
Juan Gabriel escribió todas las canciones del álbum con Gustavo Farias a cargo de su producción, incluido "Pero Qué Necesidad". Es un tema acelerado con un ritmo latino y pop en el que la letra describe "gente amorosa en todo el mundo"; además, presenta un coro estilo góspel de fondo. Volvió a grabar el tema en su álbum recopilatorio de 2001 Por Los Siglos y nuevamente en 2015 con el también cantante mexicano Emmanuel en el álbum de dueto vocal de Juan Gabriel Los Dúo como una cumbia de soft rock. 

## Promoción y recepción
"Pero Qué Necesidad" fue lanzado como sencillo principal del álbum el 3 de junio de 1994 por BMG.  Un vídeo musical que lo acompaña fue dirigido por Pedro Torres y filmado en Miami y es un "llamado a la hermandad". Presenta a niños y personas de diversas razas con el cantante. La canción generó reacciones encontradas por parte de los críticos musicales. El editor de Newsday, Ira Robbins, la llamó una canción "atractiva al estilo de ABBA".  Ramiro Burr escribió para el San Antonio Express-News, lo comparó desfavorablemente con ABBA aunque afirmó que tiene una "melodía agradable y melódica". Paul Verna de Billboard, señaló que los "coros con acento gospel refuerzan" la canción "animada". Mario Tarradell del Miami Herald sintió que tanto la canción como "Vienes o Voy" "fracasaron estrepitosamente" como "números orientados al baile y felices con la caja de ritmos". En la reseña de la actuación de Juan Gabriel en el Centro de Eventos Especiales, María Cortés González de El Paso Times consideró que se trataba de una "apertura interesante, pero ineficaz".  La versión a dúo de la canción fue elogiada por Thom Jurek de AllMusic como "otro momento dorado aquí". 
Las críticas retrospectivas de la canción han sido positivas. Darren Jamison de SingersRoom la clasificó en el puesto número diez entre las mejores canciones de todos los tiempos de Juan Gabriel y señaló que, a pesar de su "tema serio", la encontró "pegadiza y alegre, con un ritmo animado y una melodía alegre". En una lista similar, un crítico de Classic Rock lo clasificó en el tercer lugar y afirmó que "tiene un sonido pop de los 90, pero el ritmo pegadizo todavía se puede apreciar hoy". En la séptima edición de los Premios Lo Nuestro en 1995, "Pero Qué Necesidad" ganó el premio a la Canción Pop del Año. Ese mismo año, Gabriel obtuvo el premio de la Sociedad Estadounidense de Compositores, Autores y Editores a la Canción Pop/Contemporánea del Año. Comercialmente, encabezó la lista Billboard Hot Latin Songs en Estados Unidos, convirtiéndose en su tercer sencillo número uno en la lista.  Terminó 1994 como la cuarta canción latina con mejor interpretación del año.
El cantante puertorriqueño Manny Manuel lanzó un cover de la canción para su álbum debut, El Rey de Corazónes (1994), en estilo merengue. Fue lanzado como sencillo principal del álbum en 1994 por RMM Records. La versión de Manuel alcanzó el puesto número cinco en la lista Billboard Tropical Airplay.